# Trevor
Trevor  è un nome proprio di persona inglese e gallese maschile.

## Varianti
- Gallesi: Trefor[1]
  - Ipocoristici: Trev[1]
- Inglesi
  - Ipocoristici: Trev[1]

## Origine e diffusione
Riprende un cognome gallese, a sua volta derivato da un toponimo che significa "grande villaggio" (dai termini gallesi tref, "villaggio", e mawr, "grande").

## Onomastico
Il nome è adespota, cioè non è portato da alcun santo. L'onomastico quindi si festeggia il giorno di Ognissanti, che è il 1º novembre.

## Persone

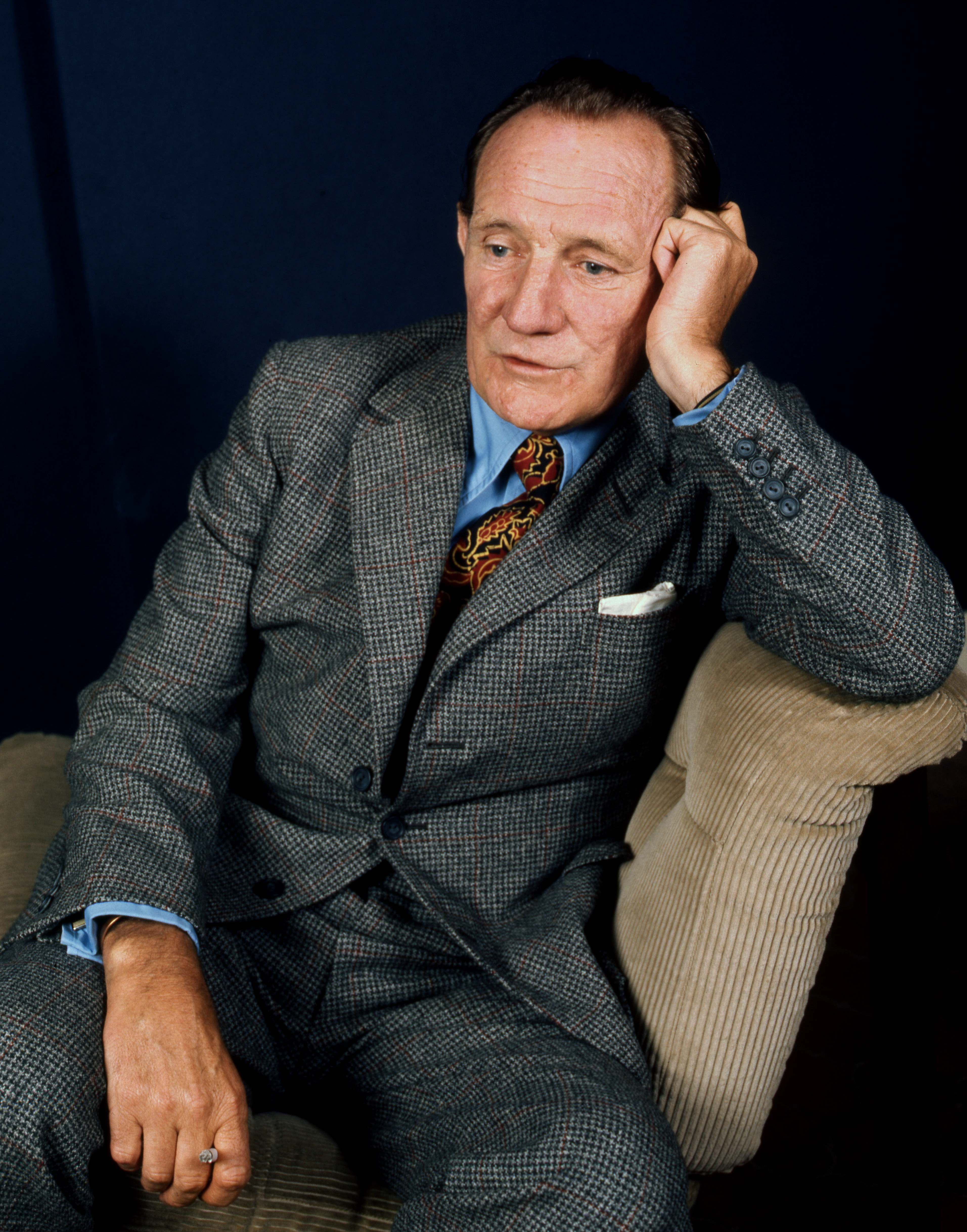
Trevor Howard

- Trevor Ariza, cestista statunitense
- Trevor Bolder, bassista britannico
- Trevor Brown, disegnatore inglese
- Trevor Donovan, modello e attore statunitense
- Trevor Dunn, bassista statunitense
- Trevor Francis, allenatore di calcio e calciatore britannico
- Trevor Horn, bassista, tastierista e produttore discografico britannico
- Trevor Howard, attore inglese
- Trevor Jones, musicista e compositore sudafricano
- Trevor Moore, comico, attore e scrittore statunitense
- Trevor Pinnock, direttore d'orchestra e clavicembalista inglese
- Trevor Rabin, chitarrista e compositore sudafricano
- Trevor Reekers, doppiatore e musicista olandese

### Varianti
- Trévor Clévenot, pallavolista francese

## Il nome nelle arti
- Trevor Bruttenholm - personaggio della serie a fumetti Hellboy.
- Trevor Philips - uno dei protagonisti del videogioco Grand Theft Auto V.
- Trevor Reznik - protagonista del film del 2004 L'uomo senza sonno, diretto da Brad Anderson.
- Trevor Spacey - personaggio della serie di videogiochi Metal Slug.
- Trevor Troublemeyer - personaggio della serie animata I Fantaeroi.
- Trevor Zeitlan - personaggio della serie televisiva Heroes.